# Steglängd
Med steglängd menas sträckan mellan fötternas nerslag i marken i färdriktningen vid exempelvis löpning.
Färdhastigheten är kombinationen av steglängd och antal steg per sekund vilket då medför att man kan öka hastigheten på två sätt:
större steglängd eller fler steg per sekund.
Mätning på motionsidrottare har visat att steglängden kan variera med minst dubbla sträckan mellan en motionär och en vältränad löpare.